# بيروتيت
البيروتيت  هو معدن من معادن الكبريتيدات، وتركيبه الكيميائي هو كبريتيد الحديد بالصيغة Fe(1-x)S (x = 0 - 0.2)؛ وهو يشابه بذلك في تركيبه معدني البيريت والترويليت؛ ولكنه يتميز بصفات مغناطيسية ضعيفة.
وصفه أبراهام فيرنر سنة 1789 وأطلق إرنست فريدرش غلوكر Ernst Friedrich Glocker عليه اسم البيريت المغناطيسي Magnetopyrit؛ أما الاسم الحالي بيروتيت فمنحه إياه آوغست برايتهاوبت اشتقاقاً من الكلمة الإغريقية πύρρος (بيروس) بمعنى ناري.